# Jerome Blake (comédien)
Pour les articles homonymes, voir Jerome Blake et Blake.
Jerome Blake (né en 1956) est un acteur britannique.

## Biographie
Jerome Blake commence sa carrière de comédien assez tardivement en jouant le rôle de l'un des gardes du roi Arthur (Sean Connery) dans le Lancelot de Jerry Zucker. 
Il incarne ensuite un Mondoshawan dans le film de Luc Besson Le Cinquième Élément (1997) et cette prestation lui vaut de se retrouver sur le plateau de tournage anglais de Star Wars, épisode I : La Menace fantôme (Star Wars: Episode I - The Phantom Menace) (1999). Il joue dans ce film de George Lucas pas moins de six personnages différents parmi lesquels le Neimoidien Rune Haako, le sénateur Orn Free Taa, le Chagrien Mas Amedda ainsi que le Jedi Oppo Rancisis. 
Des images de ce dernier seront également utilisées dans Star Wars, épisode II : L'Attaque des clones (Star Wars: Episode II - Attack of the Clones) (2002) tandis que Blake reprendra son rôle de Mas Amedda pour le tournage des scènes additionnelles de Star Wars, épisode III : La Revanche des Sith (Star Wars: Episode III - Revenge of the Sith).
En 2005, Jerome Blake a également interprété un soldat Vogon dans H2G2 : Le Guide du voyageur galactique (The Hitchhiker's Guide to the Galaxy) de Garth Jennings.